# Pinus devoniana
Pinus devoniana är en tallväxtart som beskrevs av John Lindley. Pinus devoniana ingår i släktet tallar, och familjen tallväxter. IUCN kategoriserar arten globalt som livskraftig. Inga underarter finns listade i Catalogue of Life.

## Bildgalleri

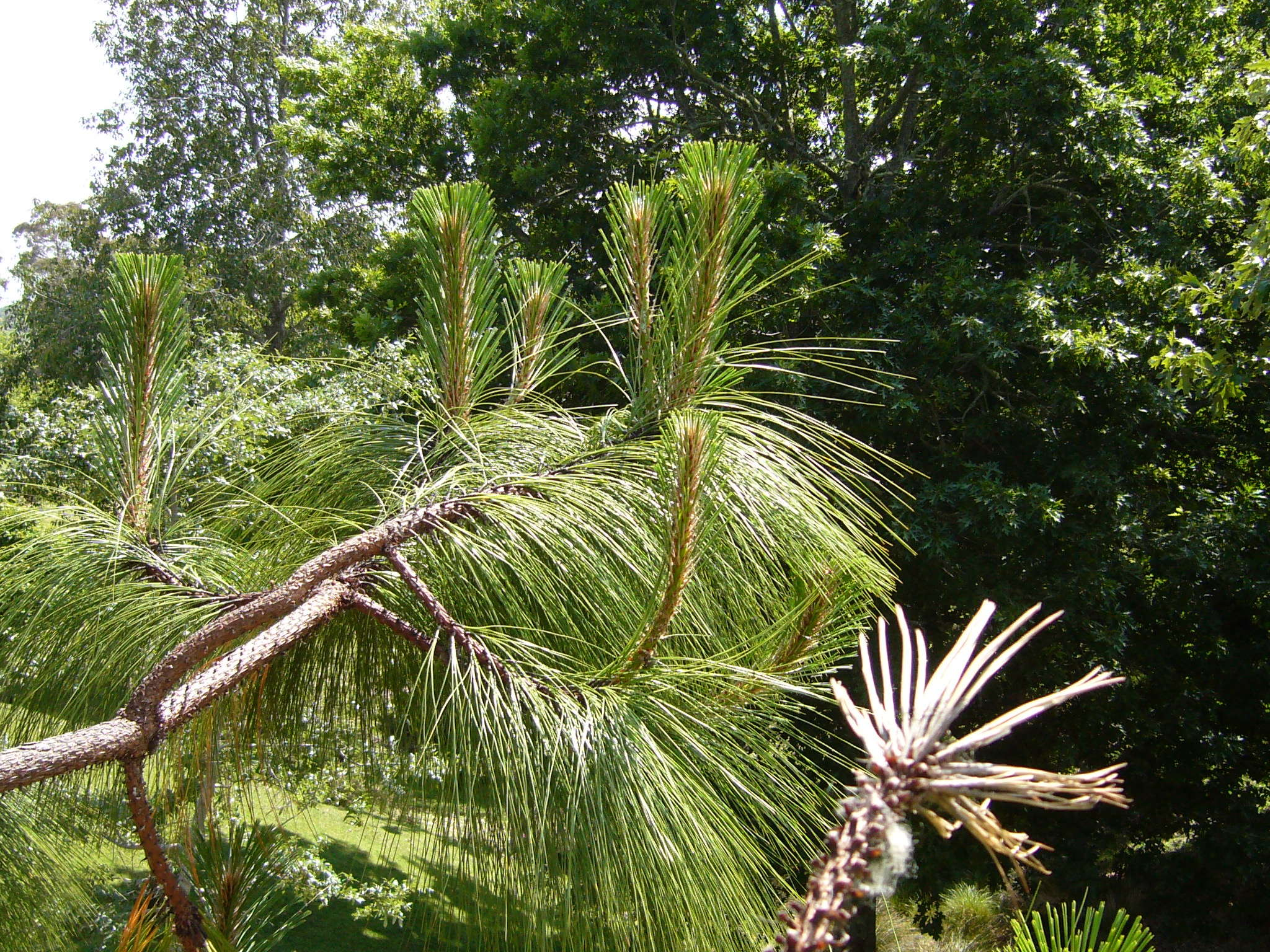
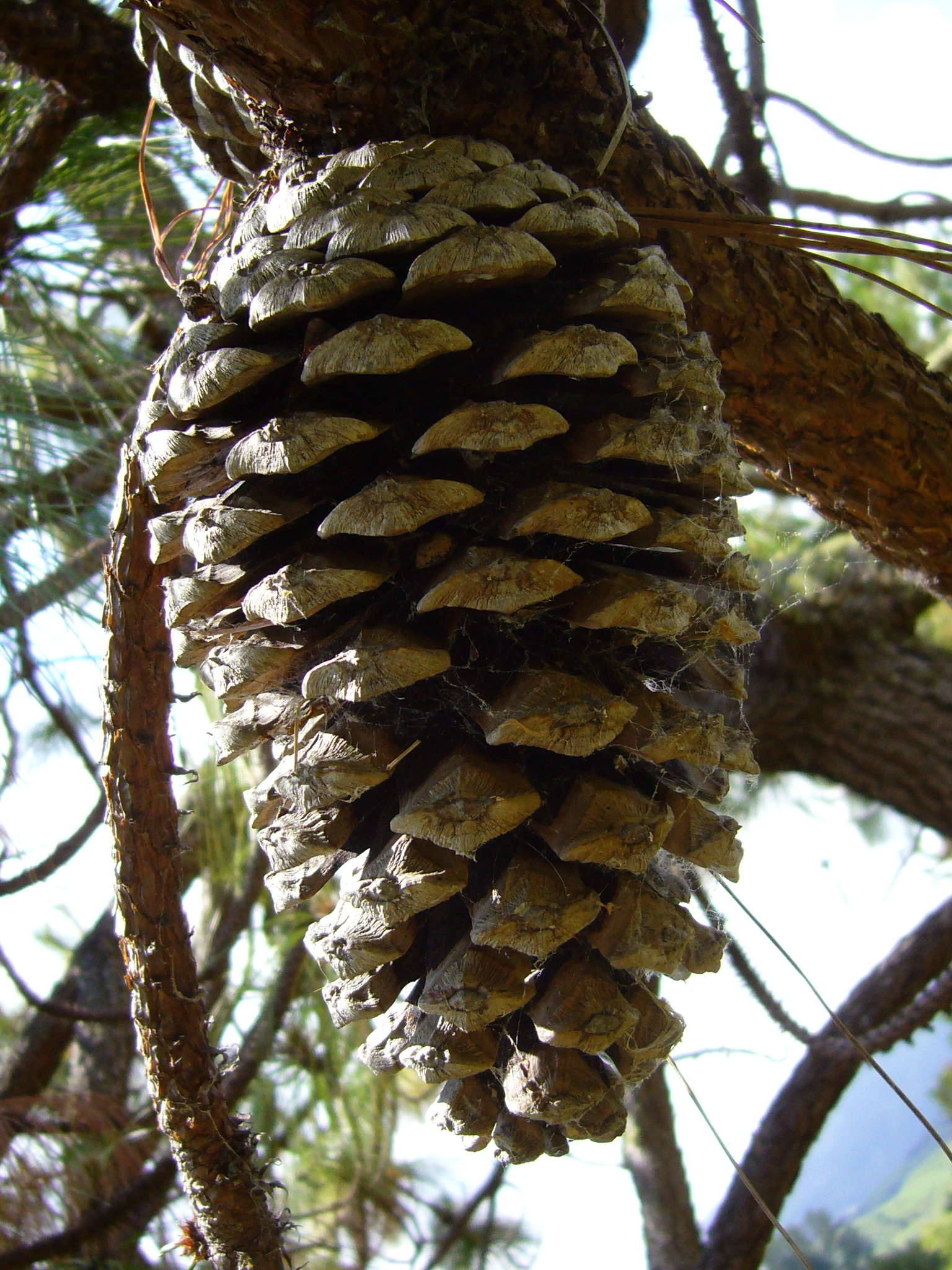
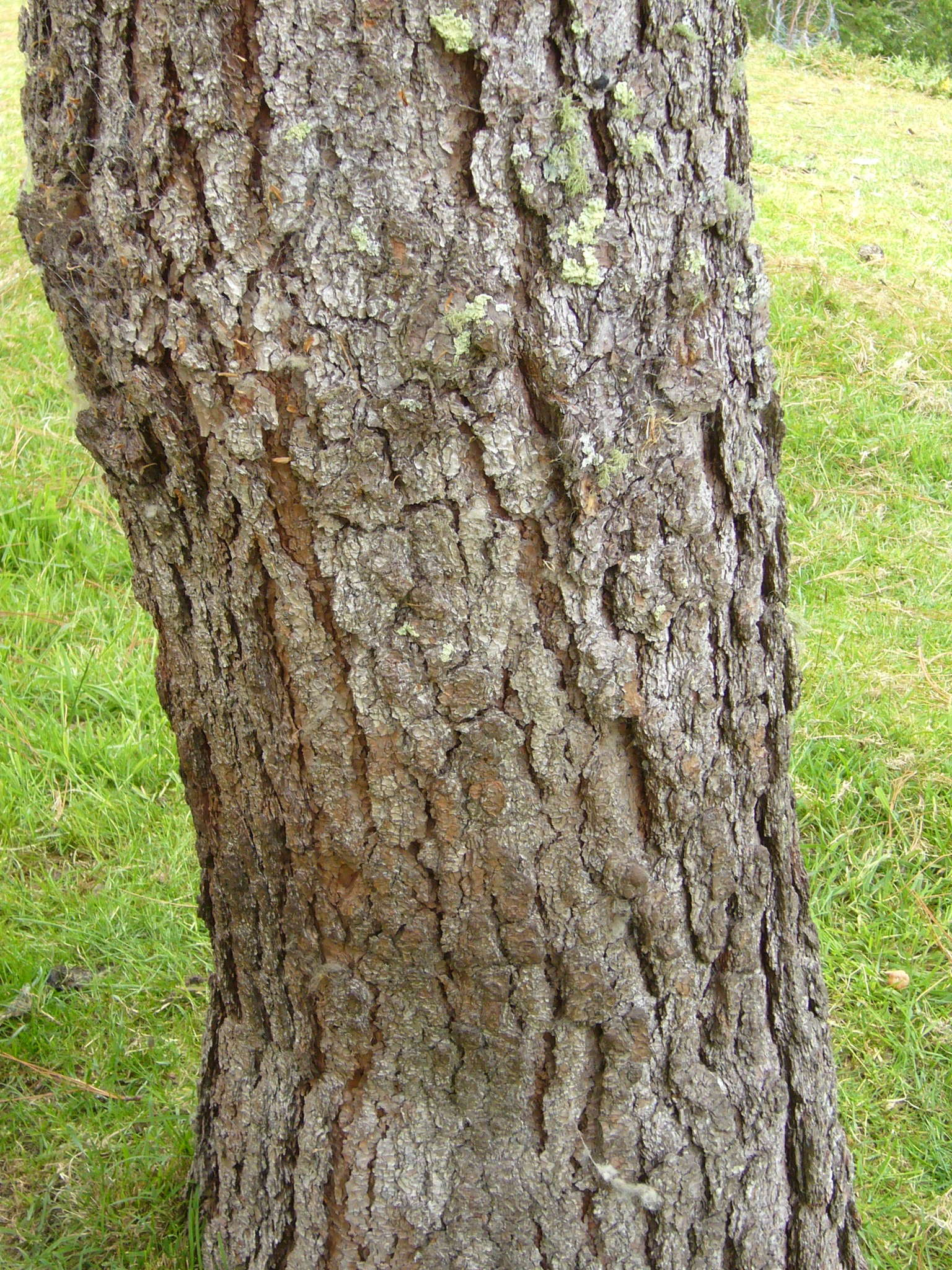
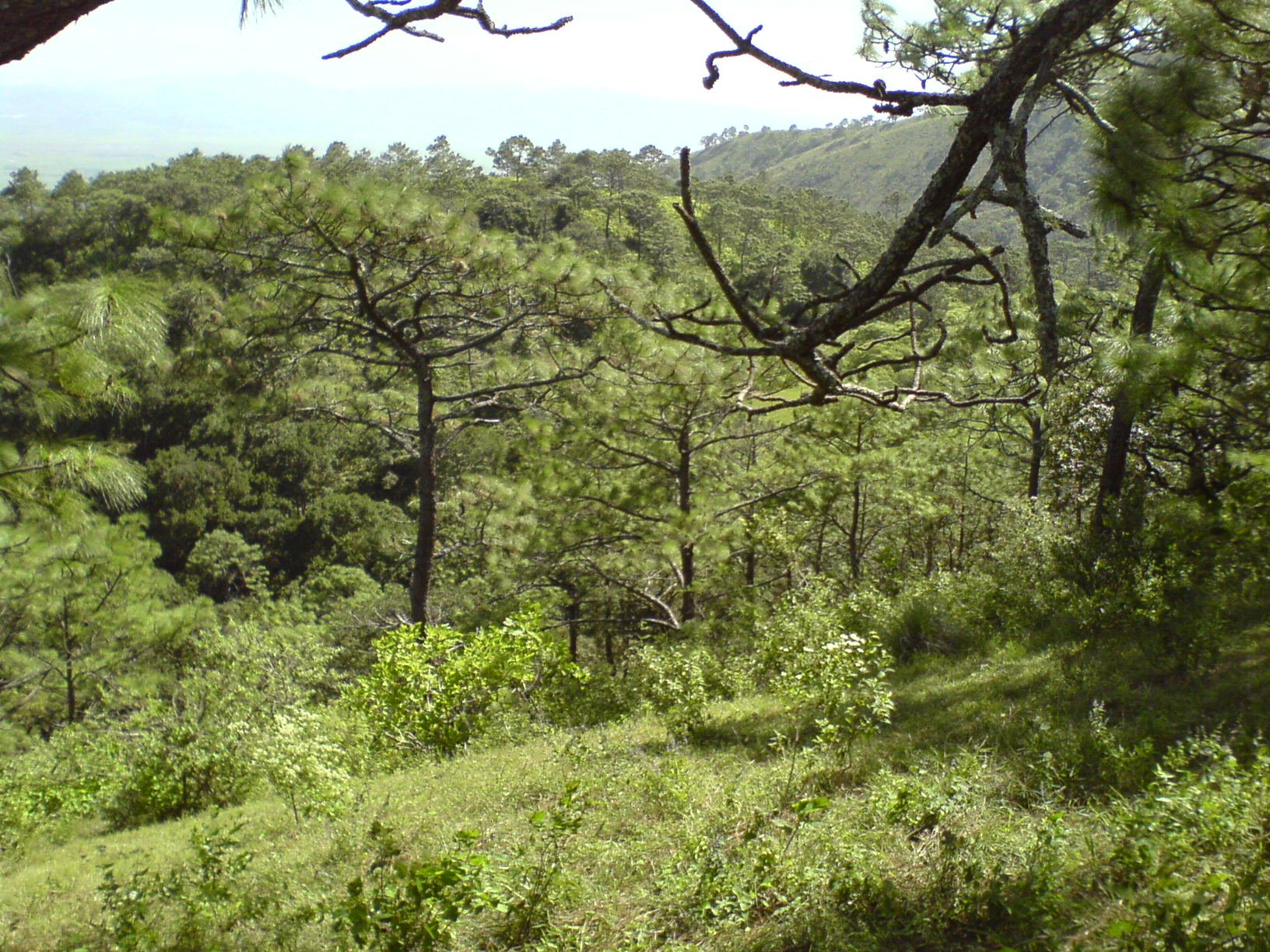
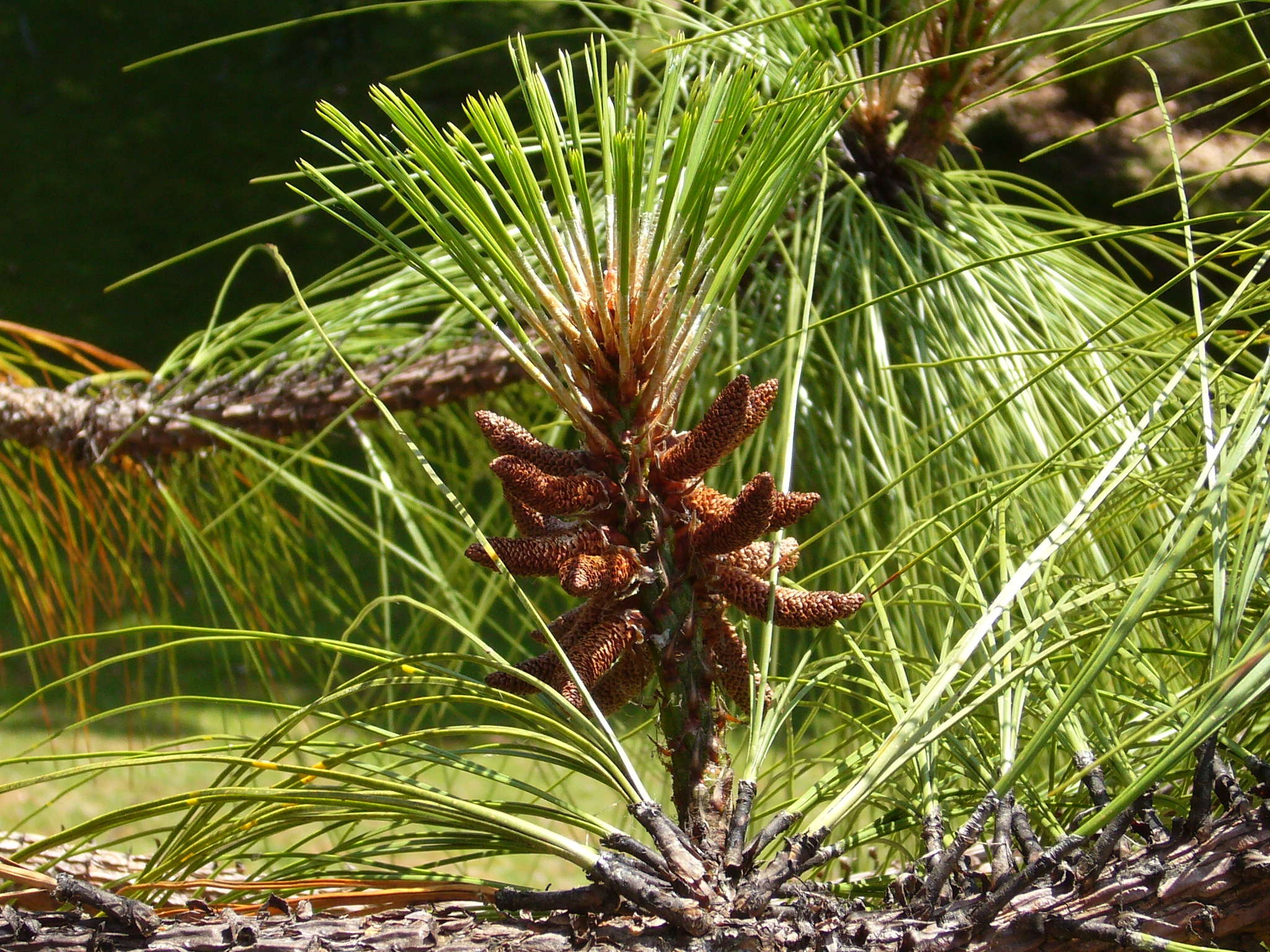
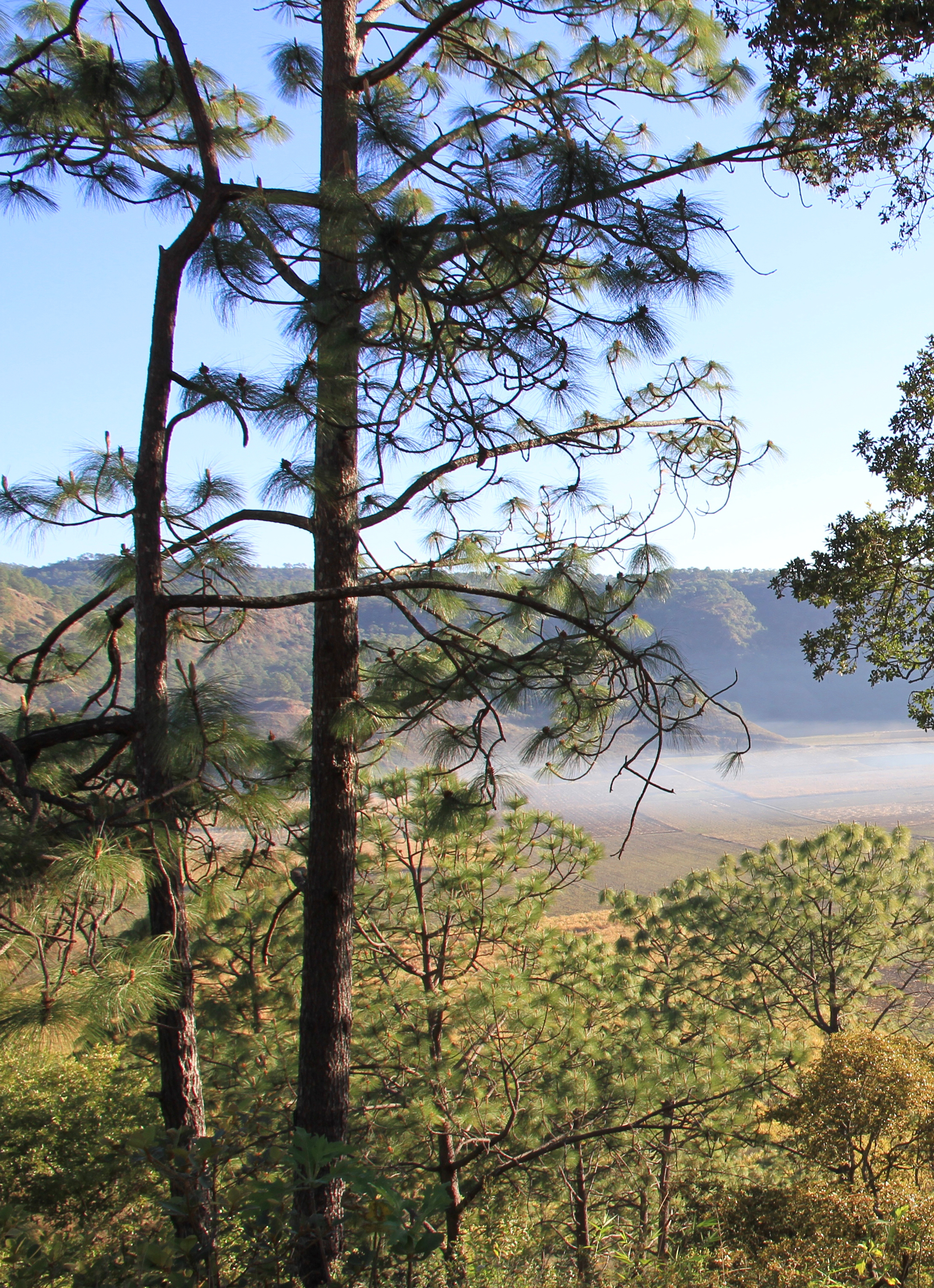